# Johannes Hintersberger

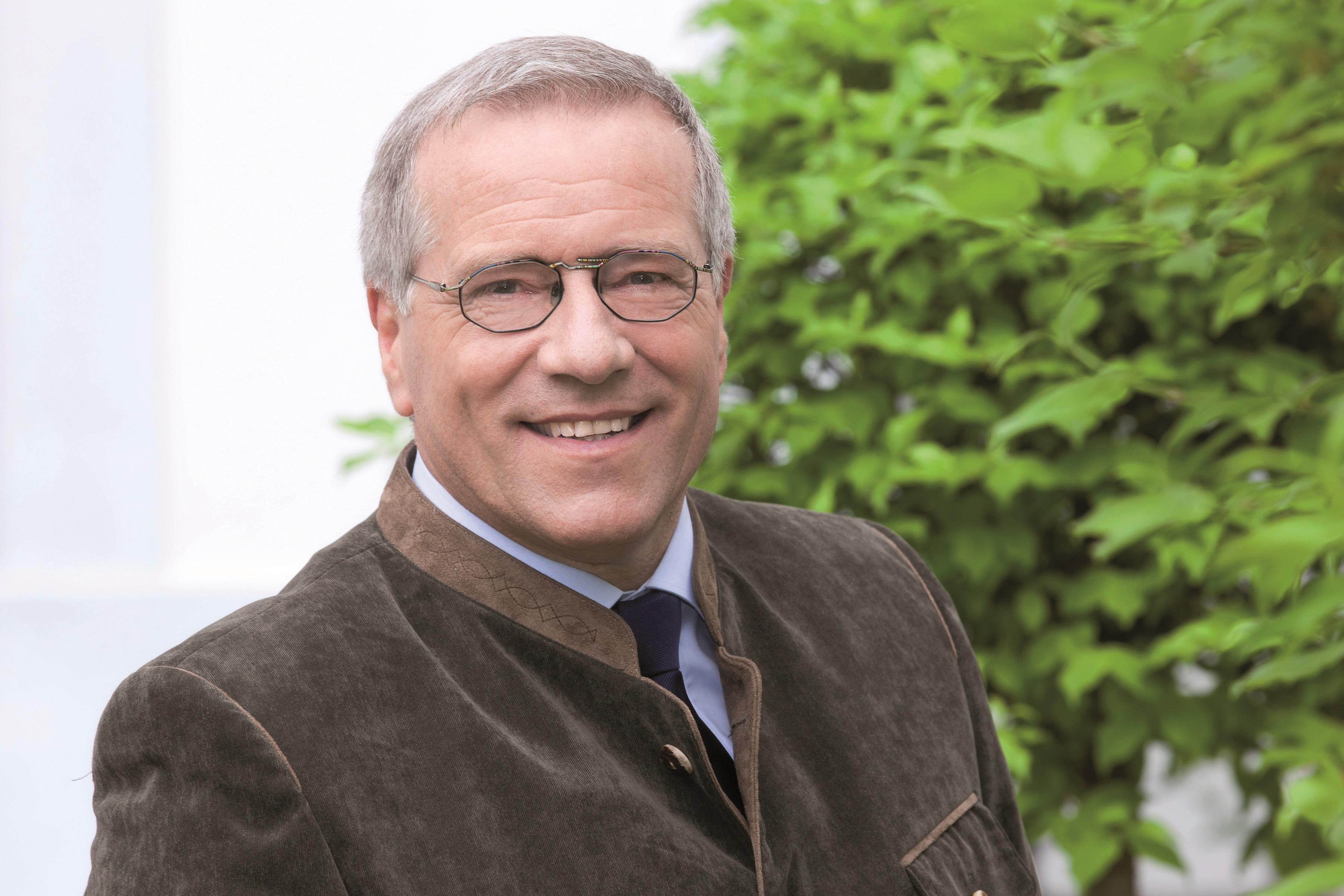
Johannes Hintersberger (2012)

Johannes Hintersberger (* 27. Dezember 1953 in Augsburg) ist ein deutscher Unternehmensberater und ehemaliger bayerischer Staatssekretär. Von 2003 bis 2023 war er für die CSU Mitglied des Bayerischen Landtags.

## Leben und Beruf
Johannes Hintersberger studierte nach dem Abitur am musischen Gabrieli-Gymnasium in Eichstätt und nach seinem von 1975 bis 1977 abgeleisteten Wehrdienst (Oberstleutnant der Reserve) Germanistik, Geschichte und Katholische Theologie an der Universität Augsburg (Abschluss Staatsexamen). Ein weiteres Studium der Politikwissenschaften schloss Hintersberger als Magister ab. Er war innerhalb der Universität Sprecher des Ring Christlich-Demokratischer Studenten (RCDS). Hintersberger war von 1990 bis 2002 als hauptamtlicher Stadtrat (seit 2002 ehrenamtlich) sowie Wirtschaftsreferent tätig und in den Jahren 1983 bis 1990 und 2002/03 Leitender Angestellter der Handwerkskammer für Schwaben.
Er ist Mitglied der katholischen Studentenverbindung K.D.St.V. Algovia Augsburg im CV und ist zudem Kuratoriumsmitglied der Universität Augsburg. Neben seinen beruflichen Tätigkeiten war Hintersberger langjähriger Jugendleiter und Mitglied im Aufsichtsrat des FC Augsburg. Er ist verheiratet und hat fünf Kinder. Er ist römisch-katholischer Konfession.

## Politik
Hintersberger trat 1971 in die CSU ein und wurde 1992 Ortsvorsitzender. Ab 1997 bekleidete er das Amt des stellvertretenden Bezirksvorsitzenden seiner Partei in Augsburg, von 2011 bis 2019 war er Bezirksvorsitzender.
Hintersberger wurde 2003 im Stimmkreis Augsburg-Stadt-West mit einem Erststimmenanteil von 55,6 Prozent direkt in den Landtag gewählt. Der SPD-Kandidat Willi Leichtle erreichte lediglich 21,9 Prozent der Wählerstimmen. Die CSU-Fraktion vertrat er bis 2013 im Ausschuss für Umweltschutz und Verbraucherschutz (Umweltausschuss) und im Ausschuss für Eingaben und Beschwerden. Er war Vorsitzender des Arbeitskreises Wehrpolitik der CSU-Landtagsfraktion. Nach den Landtagswahlen im Jahr 2013 war Hintersberger zunächst Staatssekretär im Staatsministerium der Finanzen, für Landesentwicklung und Heimat. Im Juni 2015 wechselte er als Staatssekretär ins Arbeits- und Sozialministerium. Im März 2018 wurde Hintersberger als Staatssekretär von Markus Söder entlassen und nach seiner Wiederwahl in den Bayerischen Landtag 2018 Mitglied des Ausschusses für Staatshaushalt und Finanzfragen im Bayerischen Landtag. Bei der Landtagswahl 2023 trat er nicht erneut an. 2023 wurde ihm der Bayerische Verfassungsorden verliehen.